# Stora Gammelbergstjärnen
Stora Gammelbergstjärnen är en sjö i Falu kommun i Dalarna och ingår i Gavleåns huvudavrinningsområde. Sjön är 7 meter djup, har en yta på 0,196 kvadratkilometer och befinner sig 365,4 meter över havet. Sjön avvattnas av vattendraget Söthålsån. Vid provfiske har abborre och mört fångats i sjön.

## Delavrinningsområde
Stora Gammelbergstjärnen ingår i det delavrinningsområde (676029-150691) som SMHI kallar för Ovan 676053-150943. Medelhöjden är 373 meter över havet och ytan är 14,91 kvadratkilometer. Det finns inga avrinningsområden uppströms utan avrinningsområdet är högsta punkten. Söthålsån som avvattnar avrinningsområdet har biflödesordning 3, vilket innebär att vattnet flödar genom totalt 3 vattendrag innan det når havet efter 123 kilometer. Avrinningsområdet består mestadels av skog (79 procent) och sankmarker (13 procent). Avrinningsområdet har 0,39 kvadratkilometer vattenytor vilket ger det en sjöprocent på 2,6 procent.